# Tarsonops sectipes
Tarsonops sectipes är en spindelart som beskrevs av Chamberlin 1924. Tarsonops sectipes ingår i släktet Tarsonops och familjen Caponiidae. Inga underarter finns listade i Catalogue of Life.